# A casa nostra (film 2006)
A casa nostra è un film del 2006 diretto da Francesca Comencini.
Presentato in concorso a CINEMA. Festa Internazionale di Roma 2006, è uscito nelle sale italiane il 3 novembre 2006.
Questo film è riconosciuto come d'interesse culturale nazionale dalla Direzione generale Cinema e audiovisivo del Ministero per i beni e le attività culturali e per il turismo italiano, in base alla delibera ministeriale del 28 novembre 2005.

## Trama
In una fredda e grigia Milano il banchiere Ugo organizza un'operazione illecita con l'aiuto di un politico senza scrupoli. Rita, capitano della Guardia di Finanza, indaga sugli affari sporchi di Ugo. Rita ha un giovane fidanzato, Matteo, che rifugge dalle responsabilità. Elodie, aspirante modella ed amante di Ugo, lo tradisce con Gerry, il commesso di un supermercato. Ugo va ad un congresso con Elodie e lì prima ha con lei un rapporto sessuale e poi la lascia. Avendo fatto pedinare Gerry, Ugo lo costringe a fargli da prestanome in operazioni sporche minacciandolo di far sapere della sua tresca con Elodie. Di fronte al denaro che vede circolare Gerry resta affascinato e si illude di poter cambiare vita, nonostante la moglie lo metta in guardia dai facili guadagni.
Frattanto Bianca, prostituta rumena incinta si innamora di Otello, uno dei suoi clienti, benzinaio con obbligo di firma per aver ucciso quindici anni prima una donna. Quando Bianca viene trovata in coma irreversibile ai bordi di una strada, Otello non avrà alibi e Rita lo arresta.
La moglie del potente Ugo non può avere figli, e ne soffre al punto di acquistare di nascosto tutine da neonato; tramite Gerry, Ugo acquisisce dal protettore rumeno di Bianca il diritto di reclamare come proprio il figlio di Bianca, tenuta in vita da un respiratore. Mentre si scopre che l'assassino della prostituta è un diciassettenne, che l'ha uccisa durante una rapina finita male, Bianca dà alla luce una bambina prima che le venga staccata la spina.
La sua vicina di stanza è la madre del fidanzato di Rita, in rianimazione per un infarto. Otello, scagionato, propone alla sorella di Bianca di andare a vivere con lui, il di lei figlio Nicolas e la neonata. Su suggerimento di Rita, l'ospedale costringe Ugo a sottoporsi a un esame genetico che dimostrerà come lui non possa essere il padre naturale.
All'uscita dall'ospedale Niguarda tutto si risolve coralmente. Ugo rientra mesto in auto, Gerry, arrivato a prelevare la moglie infermiera che ha assistito Bianca fino alla fine, viene arrestato da una squadra della Finanza. La madre del fidanzato di Rita esce dal ricovero accompagnata da figlio e marito. Elodie si rifornisce di psicofarmaci da un infermiere compiacente.
Una Milano dalla fotografia cupa, vite frammentarie, solitudini parallele che non si incroceranno mai, il denaro come mezzo per acquistare oggetti, sentimenti, vite, favori, potere. Ma, nel finale provvisorio, Otello e Rita, l'amore e la giustizia, ottengono un parziale riscatto.

## Accoglienza

### Incassi
Il film ha incassato 866,000 euro.

## Curiosità
- La parte di Elodie inizialmente era stata affidata alla futura conduttrice di Virgin Radio Italia, Giulia Salvi (all'epoca indossatrice e modella). La scelta poi ricadde sulla Chiatti, la Salvi fu poi relegata a una piccola parte come amica anoressica e tossicodipendente della protagonista, ma la sua parte verrà di seguito tagliata alla prima assoluta del film.

## Riconoscimenti
- 2007 - Ciak d'oro
  - Migliore produttore a Donatella Botti[1]